# Убиства с монограмом
Убиства с монограмом је роман из 2014. године британске списатељице Софи Хана. Роман је рађен са ликовима из романа Агате Кристи. Преведен је на српски језик 2014. године. Роман прате делови: Затворен ковчег, Роман три четвртина и Убиства у Кингфишер холу.

## Резиме радње
Поаро одлази на одмор од приватног детективског посла, иако је у ствари отпутовао само у гостинску кућу која је најближа његовом стану у Лондону; чак може да види стан са прозора дневне собе. Једне вечери, док чека своју вечеру у кафићу у који често посећује, суочава се са узнемиреном младом женом која му каже да је „већ мртва... или ће ускоро бити“, али да апсолутно не сме да јури њеног убицу. „Злочин се никада не сме разрешити“, каже она.
Следећи дан доноси вест да су три наизглед неповезане особе убијене у својим собама у хотелу Блокхам, свака са манжетном стављеном пажљиво у уста и угравираним иницијалима „ПИЈ“. Штавише, особље је обавештено о убиствима и бројевима соба путем поруке остављене на рецепцији, на којој је писало "НЕКА НИКАД НЕ ПОЧИВАЈУ У МИРУ. 121. 238. 317." Поаро, ангажован од стране истражног полицајца Скотланд Јарда Едварда Кечпула, кога упознаје у истој кући за госте, преузима случај и постепено открива сложену мрежу нетрпељивости, мржње и освете.

## Радња романа
Док чека своју вечеру у кафићу, Херкул Поаро упознаје младу жену по имену Џени. Она се поверава Поароу да ће ускоро бити убијена и да се ништа не може учинити да се то спречи; након што је одбила Поароову помоћ, Џени одлази у невољи, а Поаро не може да сазна више информација од особља о Џени или њеној адреси. По повратку у гостинску кућу у којој је одсео, Поаро описује догађаје Едварду Кечпулу, службенику Скотланд Јарда - Кечпул открива да је провео дан истражујући три убиства у луксузном хотелу Блокхам; две жене и мушкарац, сви у одвојеним просторијама, пронађени су мртви раније увече, сваки са манжетном са монограмом (са словима 'ПЈИ') у устима.
Следећег дана, Поаро и Кечпул долазе на место злочина где откривају више детаља о жртвама са власником хотела, Лука Лазари; жртве (Харијет Сипел, Ида Грансбури и Ричард Негус) су стигле у хотел одвојено истог дана; свака жртва је пронађена у својим закључаним хотелским собама; убиства су се догодила између 19:15 и 20:10 (све три жртве је у 19:15 видео особље хотела); Господин Негус је резервисао собе за све три жртве и платио их унапред; млађи службеник видео је господина Негуса у рецепцији 15 минута након што је жртвама пружена услуга у соби. Касније се открива да су све три жртве живеле у селу званом Грејт Холинг, и да је господин Негус био верен за Иду - поред тога, Ричард је напустио то место 1913. године након смрти сеоског викара и његове жене, Патрик и Френсис Ајвс. Поаро шаље Кечпула у Грејт Холинг да открије више информација о жртвама. По доласку у село, Кечпул упознаје Маргарет Ернст, удовицу последњег викара у селу. После извесног оклевања, Маргарет преноси Кечпулу догађаје из 1913. Викарова собарица је рекла Харијет Сипел гласину да је викар узимао новац од сељана да би им помогао да 'комуницирају' са преминулим вољенима. Харијет је проширила гласину по селу, уз подршку Иде и господина Негуса. Гласине су се шириле све док није дошло до позива да се Ајвс уклони са места викара, а Френсисово здравље је нарушено као резултат. На крају, не могавши више да трпи гласине, Франсис је себи одузела живот, а убрзо затим следи и сломљени викар. Након неког испитивања, Кечпул сазнаје да је собарица која је изговорила оригиналну лаж Џени Хобс - иста она Џени коју је Поаро тражио све ово време.
У међувремену, док Кечпул напушта Лондон, Поаро договара да се састане са Ненси Дукејн, познатом уметницом за коју је виђено да напушта хотел убрзо након убистава - Ненси је такође поменута у Маргаретиној причи као сељанка за коју се види да ноћу посећује цркву са Ајвсом. Током посете, Ненси препознаје имена разних становника Грејт Холинга, али одбија да пружи више детаља. Међутим, Поаро и полицајац Стенли Бир проналазе пар кључева који одговарају двема хотелским собама жртава. Приликом посете дому Ненсине пријатељице да потврди њен алиби, Поаро бележи неколико детаља са различитих слика у кући. Убрзо по повратку кући, Поаро сазнаје из Скотланд Јарда да се у Блокхаму догодило четврто убиство - са Кечпулом, двојица господина се враћају у хотел - проналазе локву крви, манжетну са монограмом и (на Поароово ужаснуће) Џенин шешир унутра. соба. Након повратка у њихову кућу за госте, Поароа и Кечпула посећује Ненси, која признаје своју повезаност са догађајима у Грејт Холингу; имала је аферу са Ајвсом, а Џени - која је такође била заљубљена у викара - ширила је гласине из љубоморе. Ненсини покушаји да умири сељане говорећи истину су одбачени, и заиста су додатно уништили углед викара. Следећег дана, Поаро води Кечпула да посети адресу Семјуела Кида, сведока који је видео Ненси у хотелу. Међутим, уместо Семјуела, дочекује их Џени Хобс која је - открива Поаро - била верена са Семјуелом пре него што је упознала викара. Након што су саслушали њено сведочење, Поаро и Кечпул се враћају у Грејт Холинг као одговор на озбиљан напад на Маргарет - након разговора са сеоским лекаром, Амброузом Флоудејом, Поаро одлучује да се врати у Блокхам последњи пут како би решио случај.
У хотелу Поаро окупља хотелско особље и осумњичене како би открили решење; Ненси Дукејн и Џени Хобс (уз Кидову помоћ) су се уротиле да убију три жртве. Ненси и Кид су глумили Харијет и господина Негуса у 19.15, а Кид је био господин кога је службеник на рецепцији видео у 19.30. Ненси признаје злочине, али је Џени ју је смртно избола ножем. У Скотланд Јарду, Џени признаје своју страну приче; Године 1913. гласина коју је Џени створила заправо је имала за циљ да спасе Ајвса од скандала његове афере са Ненси. Харијет је била уверена да би викар могао да јој помогне да разговара са мртвим мужем, а пошто је одбијена, злобно је проширила гласину у Грејт Холингу. Годинама касније, господин Негус је контактирао Џени из кајања због својих поступака, а њих двоје су сковали план да убију све четири кривце умешане у гласине. Господин Негус и Џени би намамили Харијет и Иду у Блокхам под лажним изговором и отровали их одвојено; Господин Негус би потом отровао Џени, а на крају и себе. Међутим, Џени је тајно открила Ненси план да избегне сопствену смрт и убедила Ричарда да умре пре ње како би могла да пронађе правду против Ненси. Господин Негус је пристао на овај план, а Џени је уредила сцену тако да изгледа као да се господин Негус убио. Џени је убила Ненси након што је на састанку открила да је њена веза са Ајвсом била физичка, а не чедна романса у коју су Џени навели да верује.
Четири дана након хапшења Џени и Кида, Поаро и Кечпул добијају писмо од др Флоудеј и Маргарет Ернст; они су годинама гајили осећања једно према другом, а после Поароове интервенције одлучили су да се венчају.

## Ликови

### Лондон
- Херкул Поаро - познати белгијски детектив. Током кратког одмора од свог стана у Лондону, Поаро се укључује у случај убиства у хотелу Блокхам.
- Едвард Кечпул - официр Скотланд Јарда који борави у истој гостинској кући као и Поаро, и наратор приче. Првобитно укључен у случај убиства, Кечпул касније помаже Поароу у његовој истрази.
- Бланш Унсворт - Власница куће за госте у којој су Поаро и Кечпул.
- Лука Лазари - Ексцентрични власник хотела Блокхам.
- Џени Хобс - Млада жена коју Поаро упознаје на почетку приче - уверена је у њено предстојеће убиство. Џени је раније живела у Грејт Холингу и радила за Ајвсове - гајила је љубав према Патрику Ајвсу.
- Ненси Дукејн - Атрактивна жена у 40-им годинама и позната уметница. Ненси је раније живела у Великом Холингу и била је заљубљена у сеоског викара.
- Еуфемија Спринг - власница кафића - импресионира Поароа својим оком за детаље.
- Свети Џон Волас - Уметнички ривал Ненси Дукејн.
- Лејди Луиз Волас - пријатељица Ненси Дукејн и бившег послодавца Џени Хоб.
- Хенри Негус - брат Ричарда Негуса. Посећује Лондон како би покупио браћу послове након убистава.

### Грејт Холинг
- Патрик Ајвс - Бивши викар Грејт Холинга, био је предмет опаких гласина које је ширила Харијет Сипел. Ова гласина довела је до смрти његове жене и њега самог 1913. године
- Френсис Ајвс - Патрикова жена, озбиљно је погођена гласинама око њеног мужа и убија се.
- Харијет Сипел - Једна од жртава у хотелу Блокхам. Некада љубазна и брижна жена, Харијет је постала злобни трач након ране смрти свог мужа Џорџа и била је одлучна да пронађе лоше квалитете у другима - Харијет је била одговорна за ширење гласина.
- Ида Грансбури - Једна од жртава у хотелу Блокхам. Изузетно побожна жена и Ричардова бивша вереница, Ида је подржала Харијет у ширењу гласина о Ајвсовима.
- Ричард Негус - Једна од жртава у хотелу Блокхам. Богати адвокат и Идин бивши вереник, Ричард је у почетку подржавао гласине о Ајвсовима, али је након њихове смрти напустио Греат Холлинг, раскинувши веридбу и осећајући се кривим због своје умешаности од тада.
- Др Амброз Флоудеј - доктор у Грејт Холингу. Један од ретких сељана који подржавају Ајвсове, он наставља да чува њихова имена након њихове смрти.
- Маргарет Ернст - удовица бившег викара. Иако није била присутна на догађајима из 1913. године, Маргарет је преузела на себе да заштити надгробни споменик Ајвсових од скептичних сељана.
- Виктор Меакин - власник конака King's Head Inn, нерадо даје било какве информације о жртвама убиства.
- Валтер Стоукли - Пијани старац, Стоукли се касније открива да је отац Френсис Ајвс.

## Сличност са романима Агате Кристи
Радња романа смештена је у 1929, смештајући га убрзо после Мистерије плавог воза, објављене 1928, и отприлике три године пре Опасност у Енд Хаусу, објављене 1932. Стога је смештен у релативно рану фазу Поароове дуге каријере након што се настанио у Енглеској као избеглица из Великог рата, након запажене каријере у родној Белгији.
Поароов повремени помоћник и хроничар Артур Хејстингс је одсутан у овом роману; овде му ципеле попуњава тридесетдвогодишњи полицајац Скотланд Јарда Едвард Кечпул, који, као и Хејстингс, служи као наратор у првом лицу. Хана је изјавила да је желела да избегне поновну употребу било којих Агатиних споредних ликова.